# Championnat d'Équateur de football 1981
Navigation
Saison précédente Saison suivante
La saison 1981 du Championnat d'Équateur de football est la vingt-troisième édition du championnat de première division en Équateur.
Dix équipes prennent part à la Série A, la première division, au sein d'une poule unique où elles affrontent leurs adversaires deux fois, à domicile et à l'extérieur. À la fin de cette première phase, les trois premiers du classement se qualifient pour la Liguilla, les deux derniers sont relégués et remplacés par les deux meilleurs clubs de Série B, la deuxième division équatorienne. La deuxième phase fonctionne exactement comme la première, avec les mêmes systèmes de qualification pour la Liguilla et de relégation. En fin de saison, les clubs qualifiés pour la Liguilla se disputent le titre national.
C'est le Barcelona Sporting Club, tenant du titre, qui remporte la compétition après avoir terminé en tête de la Liguilla, avec quatre points d'avance sur le LDU Quito et El Nacional. C'est le 7e titre de champion d'Équateur de l'histoire du club.

## Première phase

### Les clubs participants
| - Deportivo Cuenca - Promu de Série B - Barcelona Sporting Club - Deportivo Quito - CDU Católica del Ecuador - Club Deportivo Técnico Universitario | - Club Deportivo El Nacional - América de Quito - LDU Portoviejo - Promu de Série B - LDU Quito - Club Deportivo Everest |

### Classement
| Rang | Équipe                               | Pts | J  | G  | N | P  | Bp | Bc | Diff |
| ---- | ------------------------------------ | --- | -- | -- | - | -- | -- | -- | ---- |
| 1    | Barcelona Sporting Club T            | 25  | 18 | 11 | 3 | 4  | 29 | 14 | +15  |
| 2    | LDU Quito                            | 25  | 18 | 10 | 5 | 3  | 27 | 18 | +9   |
| 3    | Club Deportivo El Nacional           | 20  | 18 | 7  | 6 | 5  | 17 | 16 | +1   |
| 4    | CDU Católica del Ecuador             | 18  | 18 | 6  | 6 | 6  | 26 | 21 | +5   |
| 5    | Deportivo Cuenca P                   | 16  | 18 | 5  | 6 | 7  | 15 | 19 | -4   |
| 6    | América de Quito                     | 16  | 18 | 6  | 4 | 8  | 21 | 27 | -6   |
| 7    | Everest                              | 16  | 18 | 7  | 2 | 9  | 27 | 33 | -6   |
| 8    | Deportivo Quito                      | 16  | 18 | 6  | 4 | 8  | 17 | 24 | -7   |
| 9    | Club Deportivo Técnico Universitario | 14  | 18 | 6  | 2 | 10 | 19 | 22 | -3   |
| 10   | LDU Portoviejo P                     | 14  | 18 | 5  | 4 | 9  | 26 | 30 | -4   |

|  | Qualification pour la Liguilla           |
|  | Relégation en Série B                    |
|  | T : Tenant du titre P : Promu de Série B |

## Seconde phase

### Les clubs participants
| - Deportivo Cuenca - Barcelona Sporting Club - Deportivo Quito - CDU Católica del Ecuador - Club Sport Emelec - Promu de Série B | - Club Deportivo El Nacional - América de Quito - Club 9 de Octubre - Promu de Série B - LDU Quito - Club Deportivo Everest |

### Classement
| Rang | Équipe                     | Pts | J  | G | N | P | Bp | Bc | Diff |
| ---- | -------------------------- | --- | -- | - | - | - | -- | -- | ---- |
| 1    | Barcelona Sporting Club T  | 21  | 18 | 8 | 5 | 5 | 32 | 23 | +9   |
| 2    | LDU Quito                  | 20  | 18 | 8 | 4 | 6 | 28 | 20 | +8   |
| 3    | Club Deportivo El Nacional | 18  | 18 | 6 | 6 | 6 | 24 | 18 | +6   |
| 4    | Club 9 de Octubre P        | 18  | 18 | 7 | 4 | 7 | 24 | 22 | +2   |
| 5    | CDU Católica del Ecuador   | 18  | 18 | 7 | 4 | 7 | 22 | 20 | +2   |
| 6    | Club Deportivo Everest     | 18  | 18 | 5 | 8 | 5 | 25 | 33 | -8   |
| 7    | Deportivo Quito            | 17  | 18 | 7 | 3 | 8 | 28 | 28 | 0    |
| 8    | Club Sport Emelec P        | 17  | 18 | 6 | 5 | 7 | 29 | 33 | -4   |
| 9    | Deportivo Cuenca           | 17  | 18 | 7 | 3 | 8 | 23 | 35 | -12  |
| 10   | América de Quito           | 16  | 18 | 4 | 8 | 6 | 18 | 21 | -3   |

|  | Qualification pour la Liguilla           |
|  | Relégation en Série B                    |
|  | T : Tenant du titre P : Promu de Série B |

## Liguilla
À l'issue de chaque phase, les trois premiers du classement reçoivent un bonus respectif de 3, 2 et 1 point.
| Rang | Équipe                         | Pts | J | G | N | P | Bp | Bc | Diff |  | Résultats (▼ dom., ► ext.)     | Bar | LDU | ElN |
| ---- | ------------------------------ | --- | - | - | - | - | -- | -- | ---- |  | ------------------------------ | --- | --- | --- |
| 1    | Barcelona Sporting Club 'T' +6 | 10  | 4 | 2 | 0 | 2 | 6  | 6  | 0    |  | Barcelona Sporting Club 'T' +6 |     | 2-1 | 1-0 |
| 2    | LDU Quito +4                   | 7   | 4 | 1 | 1 | 2 | 8  | 11 | -3   |  | LDU Quito +4                   | 3-2 |     | 2-5 |
| 3    | Club Deportivo El Nacional +2  | 7   | 4 | 2 | 1 | 1 | 9  | 6  | +3   |  | Club Deportivo El Nacional +2  | 2-1 | 2-2 |     |

|  | Qualification pour la Copa Libertadores 1982 |

### Barrage pour la2eplace
| Équipe 1                   | Résultat | Équipe 2  | Aller | Retour |
| -------------------------- | -------- | --------- | ----- | ------ |
| Club Deportivo El Nacional | 3 - 4    | LDU Quito | 2 - 2 | 1 - 2  |

- LDU Quito se qualifie pour la prochaine Copa Libertadores.

## Bilan de la saison
| Championnat d'Équateur de football 1981 |                                                     |
| Champion                                | Barcelona Sporting Club (7e titre)                  |
| Qualifications continentales            |                                                     |
| Copa Libertadores 1982                  | Barcelona Sporting Club                             |
| Copa Libertadores 1982                  | LDU Quito                                           |
| Promotions et relégations               |                                                     |
| Promus en Série A                       | LDU Portoviejo Club Deportivo Técnico Universitario |
| Relégués en Série B                     | Deportivo Cuenca América de Quito                   |